# Александрія (Вірджинія)
Александрія (англ. Alexandria) — незалежне місто в США, в штаті Вірджинія. Населення — 159 467 осіб (2020). Місто розташоване вздовж річки Потомак, за 10 км від столиці США. Межує на півночі з округом Арлінгтон, на заході та півдні — з округом Ферфакс, на північному сході — з округом Колумбія, на сході — з округом Принца Георга.

## Географія
Александрія розташована за координатами 38°49′6″ пн. ш. 77°4′55″ зх. д. / 38.81833° пн. ш. 77.08194° зх. д. (38.818343, -77.082026). За даними Бюро перепису населення США в 2010 році місто мало площу 40,06 км², з яких 38,92 км² — суходіл та 1,14 км² — водойми.

## Демографія
Згідно з переписом 2010 року, у місті мешкало 139 966 осіб у 68 082 домогосподарствах у складі 30 978 родин. Густота населення становила 3494 особи/км². Було 72376 помешкань (1807/км²).
Расовий склад населення:
| - 60,9 % — білих - 21,8 % — чорних або афроамериканців - 6,0 % — азіатів - 0,4 % — корінних американців - 0,1 % — вихідців з тихоокеанських островів - 7,1 % — осіб інших рас |

До двох чи більше рас належало 3,7 %. Іспаномовні складали 16,1 % від усіх жителів.
За віковим діапазоном населення розподілялося таким чином: 17,1 % — особи молодші 18 років, 73,8 % — особи у віці 18—64 років, 9,1 % — особи у віці 65 років та старші. Медіана віку мешканця становила 35,6 року. На 100 осіб жіночої статі у місті припадало 92,5 чоловіків; на 100 жінок у віці від 18 років та старших — 90,5 чоловіків також старших 18 років.
Середній дохід на одне домашнє господарство становив 117 072 долари США (медіана — 89 134), а середній дохід на одну сім'ю — 142 327 доларів (медіана — 109 075). Медіана доходів становила 72 424 долари для чоловіків та 64 868 доларів для жінок. За межею бідності перебувало 8,3 % осіб, у тому числі 12,8 % дітей у віці до 18 років та 6,9 % осіб у віці 65 років та старших.
Цивільне працевлаштоване населення становило 92 575 осіб. Основні галузі зайнятості: науковці, спеціалісти, менеджери — 22,5 %, освіта, охорона здоров'я та соціальна допомога — 17,1 %, публічна адміністрація — 16,3 %.

## Історія
Перше європейське поселення на місці майбутньої Александрії було створене 1695 року в тодішній англійської колонії Вірджинія.
1746 року капітан Філіп Александер II (1704—1753) заснував садибу в тому місці, де сьогодні є центр міста.
Впродовж 1748—1749 років було затверджено назву вулиць та план забудови. Водночас, до 1779 року, місто мало неофіційну назву Белхевен. Статус містечка Александрія здобула 1779 року.
У березні 1785 члени комісії від Вірджинії і Меріленду зустрілися в Александрії, щоб обговорити торговельні відносини штатів. Конференція завершилася 28 березня угодою про свободу торгівлі і свободу судноплавства по річці Потомак.
У 1791 році Александрія була включена до округу Колумбія. Частина міста Александрії, нині відома як «Старе місто», відійшла до сучасного Арлінгтона. Частина штату Вірджинія відійшла до округу Колумбія, а пізніше знову відійшла до Вірджинії 9 липня 1846 року. Містом Александрія стала у 1852 році. Зрештою, місто Александрія стало незалежним від округу Александрія у 1870 році. Решта частини округу змінила свою назву на «округ Арлінгтон» у 1920 році.
З 1828 по 1836 м. Александрія була центром однієї з найбільших работоргових компаній у країні.
Перші загиблі з боку Півночі і Півдня в Громадянської війни в США загинули саме в Александрії. Александрія залишалася під військовою окупацією до кінця громадянської війни.
Навколо було зведено форти. Один з кільця фортів, побудованих під час війни, Форт-Ворд, розташований у межах сучасного міста. Після створення штату Західна Вірджинія у 1863 році і до закінчення війни, Александрія була резиденцією відновленого уряду Вірджинії, також відомого як «уряд Александрії» (англ. Alexandria Government).
Протягом війни Александрія була перетворена окупантами у великий центр поставок ліків та продовольства. Населення за 16 місяців зросло з 8 до 18 тисяч.
У 1930 році до складу Александрії увійшло місто Потомак. До кінця 20 століття Александрія стала ключовою частиною міської агломерації Північної Вірджинії.

## Відомі люди
- Джордж Фосетт (1860—1939) — американський актор театру і кіно в епоху німого.
- Дермот Малруні (* 1963) — американський актор.
- Вілліс Коновер (1920—1996) — американський джазовий продюсер і радіоведучий на радіо «Голос Америки», який там пропрацював понад сорок років, вів передачу «Година джазу». Найвизначніший радіоведучий в міжнародному джазі.